# Scabiosa albanensis
Scabiosa albanensis är en tvåhjärtbladig växtart som beskrevs av Robert Allen Dyer. Scabiosa albanensis ingår i släktet fältväddar, och familjen Dipsacaceae. Inga underarter finns listade i Catalogue of Life.